# Regione di Maradi
La regione di Maradi (ufficialmente Région de Maradi, in francese) è una delle 8 regioni del Niger. Prende il nome dal suo capoluogo Maradi.
La popolazione è per lo più di etnia hausa. L'attività economica predominante è l'agricoltura; si coltivano tabacco, fagioli, grano e soia.

## Dipartimenti
La regione di Maradi è divisa in 6 dipartimenti:

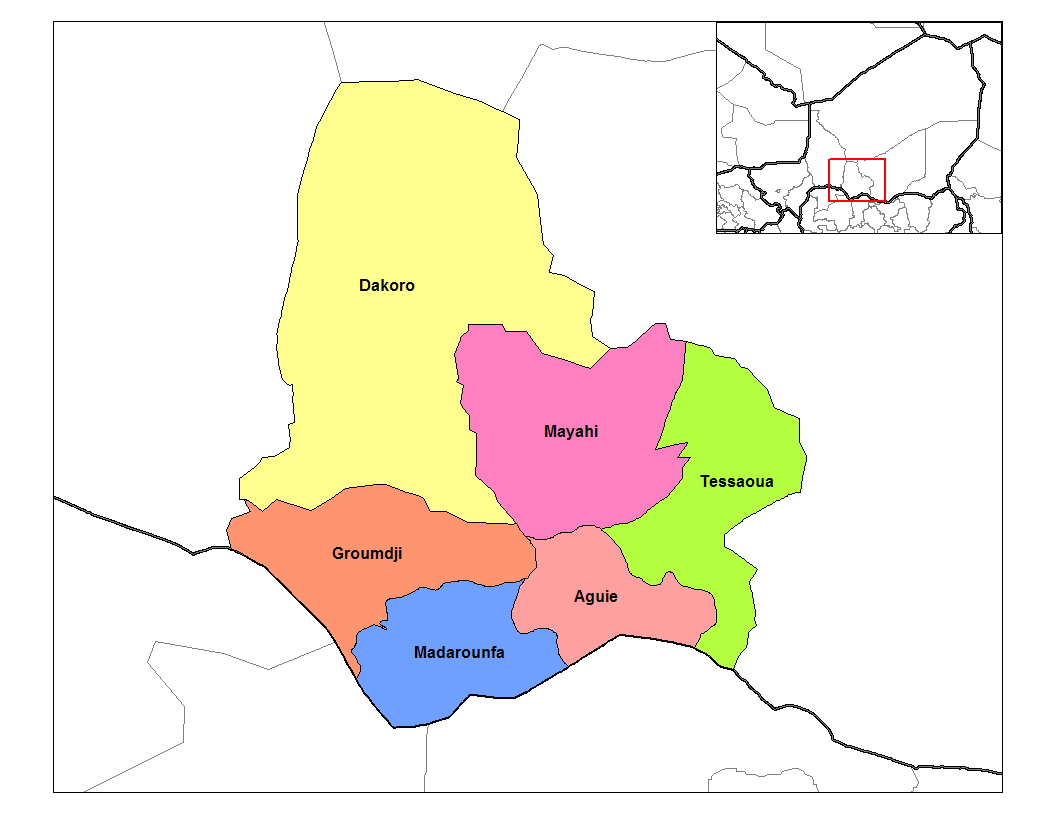
Dipartimenti di Maradi

- Aguie
- Dakoro
- Guidan Roumdji
- Madarounfa
- Mayahi
- Tessaoua